# Among Us VR
Among Us VR je sociálně dedukční videohra, ve které se hráči snaží najít zrádce ve svých řadách. Vyvinula ji studia Schell Games, Innersloth a Robot Teddy a vydalo Innersloth v listopadu 2022 pro Meta Quest 2 a Windows prostřednictvím několika náhlavních souprav s podporou SteamVR. Verze pro PlayStation 5 přes PlayStation VR2 měla vyjít v únoru 2023. Hratelností je hra podobná původnímu titulu Among Us, liší se pouze provedením ve virtuální realitě a hraním z pohledu první osoby.